# Deutschland Cup 2013
24. edycja Deutschland Cup została rozegrana w dniach 8–10 listopada 2013. Zgodnie z tradycją, w turnieju wzięły udział cztery zespoły. Mecze rozgrywane były w monachijskiej hali Olympia Eishalle. Organizatorem turnieju była niemiecka federacja hokejowa, Deutscher Eishockey-Bund (DEB).
Zwycięzcą turnieju została reprezentacja Stanów Zjednoczonych, odnosząc pierwsze od dziewięciu lat, a trzecie ogólnie zwycięstwo w tych rozgrywkach. Miejsca na podium uzupełniły Szwajcaria oraz Niemcy. Czwarte miejsce zajęła Słowacja. Królem strzelców turnieju został zawodnik gospodarzy – Michael Wolf.

## Terminarz
| 8 listopada 2013 | Stany Zjednoczone | 3:4 k. | Słowacja | Olympia Eishalle, Monachium |

| Szczegóły      | Szczegóły                                                           | Szczegóły       | Szczegóły                                                                                 | Szczegóły                                                                                                  |
| -------------- | ------------------------------------------------------------------- | --------------- | ----------------------------------------------------------------------------------------- | --- |
| Godzina: 16:30 | D. Sexston (EQ) 04:48 T. Stapleton (PP) 07:34 P. Mueller (EQ) 34:57 | (2:0, 1:1, 0:2) | 38:28 (PP) M. Sersen 53:51 (PP2) M. Sersen 57:28 (EQ) M. Hossa 65:00 (PEN) B. Radivojevič | Widzów: 4 550 Sędzia główny: Georg Jablukov Gordon Schukies Sędziowie liniowi: Dominic Erdle Andreas Hofer |
| Godzina: 16:30 | 10 min. kar                                                         |                 | 12 min. kar                                                                               | Widzów: 4 550 Sędzia główny: Georg Jablukov Gordon Schukies Sędziowie liniowi: Dominic Erdle Andreas Hofer |

| 8 listopada 2013 | Niemcy | 2:3 k. | Szwajcaria | Olympia Eishalle, Monachium |

| Szczegóły      | Szczegóły                              | Szczegóły       | Szczegóły                                                           | Szczegóły |
| -------------- | -------------------------------------- | --------------- | ------------------------------------------------------------------- | --- |
| Godzina: 20:00 | M. Wolf (EQ) 15:17 F. Mauer (EQ) 52:53 | (1:0, 0:0, 1:2) | 42:38 (PP) M. Liniger 44:39 (EQ) J. Sprunger 65:00 (PEN) M. Liniger | Widzów: 5 900 Sędzia główny: Marcus Brill Robert Mullner Sędziowie liniowi: Christoffer Hurtik Robert Schelewski |
| Godzina: 20:00 | 4 min. kar                             |                 | 12 min. kar                                                         | Widzów: 5 900 Sędzia główny: Marcus Brill Robert Mullner Sędziowie liniowi: Christoffer Hurtik Robert Schelewski |

| 9 listopada 2013 | Niemcy | 2:0 | Słowacja | Olympia Eishalle, Monachium |

| Szczegóły      | Szczegóły                               | Szczegóły       | Szczegóły   | Szczegóły |
| -------------- | --------------------------------------- | --------------- | ----------- | --- |
| Godzina: 16:15 | M. Wolf (EQ) 05:44 D. Boyle (PP2) 36:45 | (1:0, 1:0, 0:0) |             | Widzów: 6 000 Sędzia główny: Georg Jablukov Robert Mullner Sędziowie liniowi: Dominic Erdle Robert Schelewski |
| Godzina: 16:15 | 31 min. kar                             |                 | 20 min. kar | Widzów: 6 000 Sędzia główny: Georg Jablukov Robert Mullner Sędziowie liniowi: Dominic Erdle Robert Schelewski |

| 9 listopada 2013 | Szwajcaria | 4:5 | Stany Zjednoczone | Olympia Eishalle, Monachium |

| Szczegóły      | Szczegóły                                                                            | Szczegóły       | Szczegóły | Szczegóły                                                                                                 |
| -------------- | ------------------------------------------------------------------------------------ | --------------- | --- | --- |
| Godzina: 19:45 | J. Simek (EQ) 16:30 J. Sprunger (EQ) 18:54 R. Schäppi (PP) 23:17 J. Simek (EQ) 44:53 | (2:1, 1:1, 1:3) | 10:50 (EQ) J. Dehner 25:07 (SH) T. Stapleton 47:46 (PP) C. Wilson 53:03 (EQ) T. Stapleton 58:34 (PP) S. Moses | Widzów: 4 300 Sędzia główny: Jens Steinecke Gordon Schukies Sędziowie liniowi: Andreas Hofer Marcus Höfer |
| Godzina: 19:45 | 10 min kar                                                                           |                 | 6 min. kar | Widzów: 4 300 Sędzia główny: Jens Steinecke Gordon Schukies Sędziowie liniowi: Andreas Hofer Marcus Höfer |

| 10 listopada 2013 | Słowacja | 0:3 | Szwajcaria | Olympia Eishalle, Monachium |

| Szczegóły      | Szczegóły   | Szczegóły       | Szczegóły                                                      | Szczegóły                                                                                                   |
| -------------- | ----------- | --------------- | -------------------------------------------------------------- | --- |
| Godzina: 13:15 |             | (0:1, 0:2, 0:0) | 14:06 (EQ) K. Romy 21:40 (EQ) E. Froidevaux 33:33 (PP) R. Wick | Widzów: 4 600 Sędzia główny: Markus Brill Gordon Schukies Sędziowie liniowi: Marcus Höfer Robert Schelewski |
| Godzina: 13:15 | 14 min. kar |                 | 4 min. kar                                                     | Widzów: 4 600 Sędzia główny: Markus Brill Gordon Schukies Sędziowie liniowi: Marcus Höfer Robert Schelewski |

| 10 listopada 2013 | Stany Zjednoczone | 7:4 | Niemcy | Olympia Eishalle, Monachium |

| Szczegóły      | Szczegóły | Szczegóły       | Szczegóły                                                                    | Szczegóły |
| -------------- | --- | --------------- | ---------------------------------------------------------------------------- | --- |
| Godzina: 16:45 | J. Dehner (EQ) 10:14 G. Lewis (EQ) 21:37 P. Mueller (PP) 23:55 Ch. Kolarik (PP2) 34:14 P. MacArthur (EQ) 38:53 S. Moses (EQ) 43:50 P. McRae (EQ) 54:14 | (1:2, 4:2, 2:0) | 00:20 (EQ) P. Hager 03:22 (EQ) M. Wolf 21:14 (EQ) M. Wolf 25:25 (SH) M. Kink | Widzów: 6 000 Sędzia główny: Robert Mullner Jens Steinecke Sędziowie liniowi: Dominic Erdle Christoffer Hurtik |
| Godzina: 16:45 | 2 min. kar |                 | 10 min. kar                                                                  | Widzów: 6 000 Sędzia główny: Robert Mullner Jens Steinecke Sędziowie liniowi: Dominic Erdle Christoffer Hurtik |

## Tabela
| Poz. | Zespół            | M | Pkt | Z | WpD | PpD | P | G+ | G- | +/- |
| ---- | ----------------- | - | --- | - | --- | --- | - | -- | -- | --- |
| 1    | Stany Zjednoczone | 3 | 7   | 2 | 0   | 1   | 0 | 15 | 12 | +3  |
| 2    | Szwajcaria        | 3 | 5   | 1 | 1   | 0   | 1 | 10 | 7  | +3  |
| 3    | Niemcy            | 3 | 4   | 1 | 0   | 1   | 1 | 8  | 10 | -2  |
| 4    | Słowacja          | 3 | 2   | 0 | 1   | 0   | 2 | 4  | 8  | -4  |